# Belesasa
Belesasa (łac. Diocesis Belesasensis) – stolica historycznej diecezji we Cesarstwie rzymskim w prowincji Numidia zlikwidowana w VII w. podczas ekspansji islamskiej, współcześnie w północnej Algierii. Obecnie katolickie biskupstwo tytularne. 

## Biskupi tytularni
| Lp. | Biskup                         | Funkcja                                                | Od                | Do                   |
| --- | ------------------------------ | ------------------------------------------------------ | ----------------- | -------------------- |
| 1   | Gaston Hains                   | biskup pomocniczy Saint-Hyacinthe (Kanada)             | 28 sierpnia 1964  | 31 października 1968 |
| 2   | Jesús Humberto Velázquez Garay | biskup pomocniczy Culiacán (Meksyk)                    | 10 lutego 1983    | 28 kwietnia 1988     |
| 3   | Miguel Cabrejos                | biskup pomocniczy Limy (Peru)                          | 20 czerwca 1988   | 7 marca 1998         |
| 4   | Joseph Angelo Grech            | biskup pomocniczy Melbourne (Australia)                | 27 listopada 1998 | 8 marca 2001         |
| 5   | Joachim Mbadu                  | biskup pomocniczy Bomy (Demokratyczna Republika Konga) | 21 maja 2001      | 12 marca 2019        |
| 6   | Pascual Limachi Ortiz          | biskup pomocniczy El Alto (Boliwia)                    | 16 kwietnia 2019  | 10 lutego 2021       |
| 7   | Pius Sin Hozol                 | biskup pomocniczy Pusan (Korea Południowa)             | 22 maja 2021      |                      |